# Amanții din Toledo
Amanții din Toledo (titlul original: în franceză Les amants de Tolède)  este un film dramatic de coproducție franco-italo-spaniolă, realizat în 1953 de regizorii Henri Decoin și Fernando Palacios, după romanul Le Coffre et le revenant a scriitorului Stendhal, protagoniști fiind actorii Alida Valli, Pedro Armendáriz și Françoise Arnoul.

## Conținut
În 1825, la Toledo. Pentru a-și salva logodnicul, un oponent al regimului, frumoasa Inès acceptă să se căsătorească cu șeful poliției.

## Distribuție
- Alida Valli – Doña Inés de Arévalo Blas
- Pedro Armendáriz – Don Alvaro Blas Basto y Mosquera
- Françoise Arnoul – Sancha
- Gérard Landry – Fernando de la Cierva
- Marisa de Leza – Isabella sora lui Sancha
- José Sepulveda – Ricardo
- Rafael Bardem – Don Jaime de Arévalo
- Ricardo Calvo – Don José
- José Isbert – Anticuario
- Manuel Requena – Mesonero
- Manuel Aguilera – un oficial
- Beni Deus – Marcos
- María Francés – o țărancă
- Manrique Gil – narator
- Casimiro Hurtado – Carpintero
- Manuel Kayser – părintele confesor
- José María Lado – Verdugo
- Nati Mistral – o țigancă
- Santiago Rivero – un polițist